# À la pension
 À la pension est une nouvelle d’Anton Tchekhov, parue en 1886.

## Historique
À la pension est initialement publié dans la revue russe Les Éclats, no 21, du 24 mai 1886, sous le pseudonyme A.Tchekhonte. 

## Résumé
À la pension « je vous aime », le professeur de mathématique Dyriavine est resté après les cours pour demander une augmentation à la directrice. 
Il commence par se plaindre à elle qu’il n’y a plus de belles femmes en Russie, toutes des laiderons. La directrice n’est pas d’accord, et de prendre pour exemple une des élèves de première, Mlle Paltseva, une jeune fille d’une rare beauté. Elle la convoque sous prétexte de la réprimander pour que Dyriavine puisse mieux l’examiner.
Après la réprimande, Dyriavine avoue à la directrice qu’elle est encore plus belle que cette demoiselle. Il obtient son augmentation.

## Édition française
- À la pension, traduit par Édouard Parayre, Les Éditeurs Français Réunis, 1958.